# Super-humanos: América Latina
Super-Humanos: América Latina é uma série de televisão estadunidense, de estilo documentário, exibido pelo canal de TV a cabo History Channel.
O programa é apresentado por Leo Tusam, um especialista de renome argentino, especializado em hipnose, controle mental e domínio do corpo. 

## Sinopse
Há mais de 8 bilhões de seres humanos na Terra e geneticamente todos são parecidos, mas, às vezes, acontece uma mutação evolutiva real, que proporciona a aparição de pessoas extraordinárias. A nova atração do History Channel, mostra seres humanos com capacidades físicas e mentais não registradas na média da população.
Super-Humanos: América Latina é a versão latina para a série de sucesso nos EUA, Os Super Humanos de Stan Lee, criada pelo cartunista Stan Lee, criador dos heróis da Marvel Homem Aranha, Hulk e Homem de Ferro. A primeira temporada do programa conta com oito episódios de aproximadamente 60 minutos, e foi gravado em locações no Brasil, México, Colômbia e Argentina, e apresenta homens e mulheres com qualidades que certamente os diferenciam dos demais.

## Guia de Episódios

### Episódio 1
- "O Homem Invencível": Ricardo Nort
- "O Homem Calculadora": Jaime Garcia Serrano
- "O Raio Aquático": Fernando Reina
- "A Voz mais Afinada": Samuel Fernandes

### Episódio 2
- "Dentes Titânicos": Delson Peixoto
- "Super Equilíbrio": Elayne Kramer
- "O Homem Peixe": Carlos Coste
- "Ultra Maratonista": Carlos Dias

### Episódio 3
- "Super Bike": Javier Zapata
- "Super Fala": David Ortiz
- "Super Força": Pepe Selem
- "O Homem de Aço": Manuel Garcia

### Episódio 4
- "O Homem Gato": Nestor Contreras
- "O Guitarrista mais rápido": Tiago Della Vega
- "Faquir extremo": Ricardo Padilla
- "O Homem Elástico": José Roberto Alvarez

### Episódio 5
- "Super Velocidade": Luigi Cani
- "O Homem Radar": Silvio Velo
- "Super Energia": Luís Mello
- "Super Beat Box": Daniel MPC

### Episódio 6
- "O Grande Guerreiro": Nestor Varze
- "Super Parkour": PedroThomas
- "Super Olhos": Leandro Granato
- "Super Controle Mental": Marcelo Acquistapace

### Episódio 7
- "Super Resistência": Gabriela Castillo
- "Super Memória": Jose Claudio Luvizzotti
- "Rapel Extremo": Felipe Leal
- "Super Pontaria": Angel Ramirez Caballero

### Episódio 8
- "Super Samurai": Mauro Monsivais
- "O Encantador de Aranhas": Dario Gutierrez
- "O Braço Biônico": Eduardo Estrada
- "Mente Brilhante": Antonio Pulido
- "Super Futebol": Emanuel Saturnino

## Ver Também
- Os Super Humanos de Stan Lee
- Os Super-humanos
- Projeto Super-Humanos